# ミマツダイヤグラム
ミマツダイヤグラム（Mimatsu Diagram）は、1943年（昭和18年）12月28日の活動開始から1945年（昭和20年）9月まで600日余りの期間で、406.9mの昭和新山が誕生していく過程を記録した多数の定点観測スケッチ画をもとに隆起の全過程を今で言うハンドトレスの手法で一枚の「新山隆起図」にまとめたものである。

## 概要
北海道有珠郡壮瞥町の郵便局長三松正夫によって作成された。この新火山は1948年（昭和23年）のオスロでの世界火山会議において報告された。そのおりに提出された「新山隆起図」は世界で唯一の火山誕生の記録として評価され、「ミマツダイヤグラム」と命名された。三松は1946年（昭和21年）に昭和新山を購入、自然保護に当たった。
昭和新山の山麓には1988年（昭和63年）4月に三松正夫記念館が開館しており、三松による観測記録「ミマツ・ダイヤグラム」を含む資料類が展示されている。